# Робер Делоне
Робер Делоне (на френски: Robert Delaunay) е френски художник, един от основоположниците (заедно със съпругата си Соня Терк-Делоне) на нов арт-стил – „Орфизъм“.

## Биография
Робер Делоне е роден през 1885 година в Париж. Родителите му се развеждат, когато е малък и чичо му се грижи за него. След военната служба, през 1908 година се запознава с пристигналата от Одеса Соня Терк, а през 1910 година се женят.
През 1908 година двамата стават членове на групата „Златно сечение“. В 1911 година Делоне участва в изложба на групата „Синият ездач“ (Der Blaue Reiter) в Мюнхен.
В годините на Първата световна война семейството живее в Испания и Португалия, а през 1921 година се завръща в Париж.
В 1937 година Робер и Соня Делоне заедно участвали в проектирането на Световното изложение в Париж.
В началото на Втората световна война се укриват в Оверн, но Робер се разболява от рак и скоро умира.
Синът на Робер и Соня, Чарлз Делоне (1911 – 1988) е пропагандист и историк на джаза.

## Творчество
Започва под влияние на постимпресионистите, преди всичко на Пол Сезан. Има силно чувство за движение и ритъм. От 1912 година заедно със Соня Терк-Делоне преминават от кубизъм към своеобразен маниер абстрактна живопис, която Гийом Аполинер нарекъл „Орфизъм“.
В естетическите концепции на Делоне, за разлика от теориите на основоположниците на абстракционизма Кандински и Мондриан, отрича идеалистическата им философия. Основна задача на абстракционизма за художника представлява изследване на динамичните качества на цвета и други свойства на художествените похвати. Делоне е близък със „Синият ездач“, пишел си с Василий Кандински и Аугуст Маке.
Делоне е автор на теории за живописта, една от тях („За светлината“, 1912) е преведена на немски език от Паул Клее и публикувана в списание „Sturm“ (1913).

## Галерия
- Пейзаж с диск, 1906
- Градът Париж, 1910 – 1912
- Айфеловата кула, 1911
- Симултанни прозорци, 1912
- Окръглени форми, Луна №1, 1913
- Португалска жена, 1916

1. ↑  biography/Robert-Delaunay
2. 1 2  21631

|  | Тази страница частично или изцяло представлява превод на страницата „Делоне, Робер“ в Уикипедия на руски. Оригиналният текст, както и този превод, са защитени от Лиценза „Криейтив Комънс – Признание – Споделяне на споделеното“, а за съдържание, създадено преди юни 2009 година – от Лиценза за свободна документация на ГНУ. Прегледайте историята на редакциите на оригиналната страница, както и на преводната страница, за да видите списъка на съавторите. ВАЖНО: Този шаблон се отнася единствено до авторските права върху съдържанието на статията. Добавянето му не отменя изискването да се посочват конкретни източници на твърденията, които да бъдат благонадеждни. |